# カミガヤツリ
カミガヤツリ（紙蚊帳吊、英: Cyperus papyrus）は、カヤツリグサ科カヤツリグサ属の多年生の草本。パピルス（papyrus）、パピルス草、カミイ（紙葦）ともいい、茎の繊維がパピルスの原材料となる。

## 分布
原産地は南ヨーロッパ、シリア、アフリカ。現在でも、コンゴ、ウガンダ、スーダン、エチオピア、シチリア島、シリア地方のそれぞれ一部地域にてパピルスの自生が確認されている。

## 特徴
水草で高さは2メートルほどになる。アフリカ奥地の湖や河畔の浅い緩やかな流れの中に繁茂する。茎の断面は三角形で、最大6センチメートルほどの太さになる。通常、塊茎（地下茎）によって増殖する。花期は4月。緑がかった茶色の花房をつけ、ナッツのような形をした茶色い果実も形成する。
熱帯や亜熱帯の地域に生育しており、乾燥した砂漠から湿度の高い熱帯雨林にまで広く適応することができる。通常、1年中気温が20-30度で、pHが6.0-8.5程度の環境に生育している。

## 歴史、人間とのかかわり
エジプトには、洪水の際に上流からナイル川デルタ地帯に流れてきた株が自生していた。それを人手をかけて栽培し、記録のための媒体（パピルス紙）はもちろん、儀式祭礼用品や履き物のような生活雑貨、綱、舟の帆や舟（葦船）そのものの材料として、また若い葉や茎や根を食料としても利用していたものである。そのためエジプトのキリスト教化や、中国からの製紙法の渡来により需要が少なくなるとともに、自然にナイル下流部からは消滅した。現在、エジプトにおいてパピルスは観賞用として栽培されている。
またカミガヤツリは土壌中の窒素やリンを吸収する能力が高く、富栄養化したため池などの水質浄化に利用することができるとされている。